# Deströyer 666
Deströyer 666 est un groupe australien de metal extrême originaire de Melbourne. Il est formé en 1994 par K.K. Warslut. Le groupe se délocalise en Europe en 2001.
Le groupe est connu pour sa musique mêlant black metal et thrash metal, mais aussi pour les controverses liées aux propos racistes et misogynes de son leader K.K. Warslut, qui ont conduit à l'annulation de plusieurs concerts.

## Biographie
Deströyer 666 est formé en 1994 par le guitariste et chanteur K.K. Warslut, à la suite de son départ du groupe Bestial Warlust. À la sortie de son premier EP, Violence is the Prince of this World, le groupe était encore le projet solo de K.K. Warslut (guitare, basse, chant), accompagné de Matt Skitz (Damaged) et de Criss Volcano (Abominator) à la batterie.
À la suite de la sortie de cet album, le groupe est rejoint à la basse par Bullet Eater (Phil Gresik, ex-Bestial Warlust, Hobb's Angel of Death, Mass Confusion), à la batterie par Howitzer (Gospel of the Horns), et à la guitare par Shrapnel, et enregistre le premier album studio, Unchain the Wolves (1997). Howitzer est par là suite remplacé par Deceiver, et en 1999, Deströyer 666 signe avec Season of Mist et enregistre l'album Phoenix Rising, qui ne sortira que plus d'un an plus tard.
En 2000, Deströyer 666 tourne significativement en Europe. Durant cette tournée, le batteur Erich de Windt (Sinister, Prostitute Disfigurement) rejoint le groupe, et Simon Berserker remplace Gresik. L'album Phoenix Rising est publié en novembre. En 2001, le batteur Mersus remplace Erich De Windt, et le groupe repart en tournée à travers l'Europe en compagnie d'Immolation et Deranged. À la suite de cette tournée, le groupe quitte l'Australie pour s'installer définitivement en Europe. En 2002, le groupe sort l'album Cold Steel... for an Iron Age.
En 2006, Deströyer 666 effectue sa première tournée nord-américaine entre septembre et octobre. En 2009, ils publient l'album Defiance, premier album sur lequel Warslut ne compose aucune musique, bien qu'il reste le parolier principal.
En 2010, le groupe publie la compilation To the Devil His Due. L'année suivante, en 2011, le groupe publie son nouvel album studio, To the Devil His Due. En août 2012, Deströyer 666 annonce sur son site que Shrapnel quitte le groupe. Le groupe revient au début de 2016 avec un nouvel album studio intitulé Wildfire.

## Prises de position
La pochette de l'album Unchain the Wolves représente un grand loup blanc montrant les dents et se tenant au-dessus du cadavre d'un loup brun plus petit. Dans une interview, K.K. Warslut associe la représentation du loup blanc à « l'esprit de l'homme blanc ». Pour les universitaires Benjamin Philip Hillier et Ash Barnes, « il est difficile de voir comment on pourrait interpréter cette pochette d'album autrement que comme une affirmation de suprématie blanche ».
Les paroles de leurs chansons évoquent fréquemment une identité européenne opposée au christianisme, une thématique que le groupe lie à une résistance contre la destruction de la culture païenne européenne, tout en glorifiant paradoxalement l'héritage colonial européen en Australie.
Deströyer 666, et en particulier son chanteur K. K. Warslut, ont diffusé des messages racistes, islamophobes, misogynes et homophobes lors de leurs concerts. Warslut a déclaré au festival allemand Deathkult en 2012 « [Cette chanson] s’adresse à tous les immigrés musulmans qui envahissent, qui sont invités à envahir notre putain de continent : va te faire foutre Allah ! [...] Il y en a assez d’être antichrétiens, soyons antimusulmans pour une fois ! C’est notre putain de terre ! ».
Lors d'un concert au Saint Vitus de New York en 2016, il a incité le public à scander « No Pussies » (litt. « pas de femmelettes ») et « No Fags » (litt. « pas de tafioles ») avant de traiter un spectateur asiatique de « chink » (litt. « chinetoque »). Lors d'un concert en Suède en 2018, Warslut traite les femmes participant au mouvement MeToo de « mal baisées » qui ont besoin d'« une bite bien dure ».

## Polémiques
En 2019, une tournée prévue en Australie et en Nouvelle-Zélande est annulée après la médiatisation des propos tenus par K.K. Warslut lors de leurs concerts,,,. En raison de la proximité de la date de la tournée avec celle des attentats de Christchurch, le chef de la Commission anti-diffamation Dvir Abramovich n'a pas ménagé sa critique envers le groupe.
En octobre 2024, la venue du groupe en Bretagne fait notamment polémique à la suite d'un premier article enquête de Mediapart. Le coorganisateur du festival affirme ne pas avoir été au courant des positions du groupe. La venue du groupe est finalement annulée par le festival et il est remplacé par le groupe français Aluk Todolo.

## Discographie

### Albums studio
- 1997 : Unchain the Wolves
- 2000 : Phoenix Rising
- 2002 : Cold Steel... for an Iron Age (ré-édité en 2005)
- 2009 : Defiance
- 2011 : To the Devil His Due
- 2016 : Wildfire
- 2022 : Never Surrender

### EPs
- 1995 : Violence Is the Prince of this World
- 2003 : Terror Abraxas